# Raça superior
Raça superior i raça inferior són conceptes lligats al de raça, que s'apliquen atenent a criteris pseudocientífics per diferenciar presumptament races humanes enteses com a superiors o inferiors. Tant entre les civilitzacions històriques com entre les cultures primitives estudiades per l'antropologia, ha estat freqüent la identificació de la comunitat humana pròpia com una raça diferent i superior a les altres comunitats humanes, identificades com a inferiors. Al món contemporani, la major part de les referències a raça superior i races inferiors se centren en el concepte de supremacia racial lligat a la teoria nòrdica sorgida a final del segle xix i la terminologia nazi.

## Eugenèsia
L'eugenèsia va arribar a tenir un paper destacat en aquest pensament racial com una forma de millorar i mantenir la «puresa» de la raça ària. L'eugenèsia va ser un concepte respectat per molts pensadors entre 1900 i 1940, com Margaret Sanger, Marie Stopes, H.G. Wells, Woodrow Wilson, Theodore Roosevelt, Emile Zola, George Bernard Shaw, John Maynard Keynes, John Harvey Kellogg, Linus Pauling i Sidney Webb.

## Edats Antiga, Mitjana i Moderna
Les teories que defensen l'existència de races superioritat i races inferiors es poden rastrejar des de l'Antiguitat i van estar presents en l'Edat Mitjana. Particularment es van desenvolupar per al cas de l'antisemitisme, en què es barrejava de forma poc diferenciable el racisme com a fenomen intel·lectual o popular, la intolerància religiosa des del punt de vista polític i l'odi religiós en totes les seves manifestacions. A l'Espanya del segle xv es va elaborar un complex sistema justificatiu de la discriminació cap als cristians nous amb els estatuts de neteja de sang, que tot i la condemna papal va continuar vigents durant tot l'Antic Règim a Espanya. Durant l'Era dels descobriments dels arguments intel·lectuals que implicaven desigualtats intrínseques entre europeus i americans, el caràcter racista era evident en banda i banda de la polèmica dels justs títols (els arguments eren fonamentalment teològics, jurídics i filosòfics) van ser debatudes i rebutjades com a possible justificació del domini espanyol sobre els naturals (indígenes americans), encara que no descartaven de forma tan clara com la possible justificació de l'esclavitud dels negres.

## Seglexix
La justificació de l'Imperialisme i el Colonialisme del segle xix es va fer fonamentalment des del punt de vista de la superioritat cultural de la civilització sobre el salvatgisme o la barbàrie, amb categories culturals provinents de la Il·lustració o del cristianisme missioner, que en ambdós casos suposaven la igualtat essencial del gènere humà, i fins i tot la superioritat moral del bon salvatge sobre la degeneració de l'home civilitzat; diferències no biològiques sinó culturals que en qualsevol cas justificaven de forma paternalista el domini d'aquest sobre aquell, bé per salvar la seva ànima, bé per fer-li accedir al camí del Progrés (Positivisme). Amb similars característiques es va imposar la gradual extensió de l'abolicionisme de l'esclavitud.
El nacionalisme va tenir en cada cas nacional un component més o menys centrat en característiques identitàries ètniques (raça, llengua, cultura) o la voluntat popular, però en tots els casos va significar un gegantí esforç ideològic per a la constitució de comunitats nacionals homogènies (nation-making o construcció nacional) que implicava la hipervaloració dels trets nacionals propis en contraposició dels forans.
En el cas alemany, van tenir una especial importància les referències constants als mites d'origen germànics, popularitzats per la literatura romàntica i per la música de Wagner.
L'assaig sobre la desigualtat de les races humanes del Comte de Gobineau (1853-1857) plantejava la superioritat d'una raça blanca (d'extensió limitada al nord dels Alps) sobre una raça groga i una raça negra de definicions igualment imprecises.
A la segona meitat del segle xix, la popularització de la teoria de l'evolució va derivar en un Darwinisme social (Herbert Spencer) que aplicava de manera acientífica a les classes socials i altres grups humans conceptes desvirtuats d'origen evolucionista, com el de la supervivència del més apte en la lluita per la vida. L'eugenèsia i les teories racistes es van desenvolupar a Anglaterra i Alemanya (nordicisme, Raça ària, Houston Stewart). Als Estats Units, el concepte de "raça superior" va sorgir en el context de les relacions racials entre amo i esclau en la societat esclavista de la història d'Amèrica, especialment en el Sud a mitjan segle xix. Es basa tant en l'experiència de l'esclavitud i les justificacions pseudo-científiques de l'esclavitud racial, sinó també sobre les relacions entre els blancs al Sud i el Nord, en particular duran la Guerra de Secessió no va implicar l'abandonament de les tesis racistes, sinó el desenvolupament de moviments en favor de la supremacia blanca.
Al tombant del segle xix al xx (període de la Pau armada) en què les potències es preparaven per a l'inevitable esclat de la Primera Guerra Mundial, era usual la utilització del concepte de races superiors i inferiors o nacions decadents davant de les nacions emergents, exemplificats en la Guerra Hispano-estatunidenca de 1898 i la Guerra russojaponesa de 1905. El regeneracionisme espanyol que va néixer com a resposta al desastre del 98 va tenir les meditacions sobre els conceptes de raça i de virilitat entre els seus tòpics.

## Seglexx
Els totalitarismes del període d'entreguerres van plantejar una negació radical de l'individualisme demo-liberal per plantejar sortides col·lectives extremes: l'internacionalisme proletari del comunisme soviètic i l'exaltació de la unitat de la raça, poble, nació i estat del feixisme. La identificació de la pròpia nació amb una raça característica, singular i portadora de valors eterns era una característica present en tots els moviments feixistes, però es trobava particularment exacerbada a l'Alemanya nazi. Es va excloure de la ciutadania alemanya, dissenyada en termes racials (volksgemeinshaft), als jueus, empleats com a boc expiatori de tota mena de problemes socials (teoria de la conspiració judeomaçònica, lleis de Nuremberg, Holocaust), i es va iniciar una agressiva política expansiva amb terribles conseqüències especialment a l'Est d'Europa, entès com un espai a disputar entre els eslaus, raça inferior i els alemanys superiors des de l'Edat Mitjana (Drang nach Osten) i que, explicitat en la hitleriana teoria del Lebensraum (espai vital, Mein Kampf), va conduir a la Segona Guerra Mundial.

### Antecedents històrics
El superhome (übermensch, en alemany, overman o superman en anglès) és un concepte en la filosofia del filòsof alemany Friedrich Nietzsche, que postula l’Übermensch com una meta per a la humanitat per a establir per si mateix en el seu llibre de 1883 Així parlà Zaratustra (en alemany: Also sprach Zarathustra). No obstant això, Nietzsche mai va desenvolupar el concepte per motius racials, el filòsof no era racista, però sí antihebreu. En canvi, l’Übermensch "sembla l'objectiu ideal de desenvolupament espiritual més que un objectiu biològic.". El Nazisme va distorsionar el significat real del concepte per justificar la seva idea de la "raça superior".